# Еміліо Естевес Цай
Еміліо Естевес Цай (кит.: 蔡立靖 / ісп. Emilio Estevez Tsai; нар. 10 вересня 1998, Торонто, Онтаріо, Канада) — тайваньський, канадський та іспанський футболіст, півзахисник.

## Клубна кар'єра

### Ранні роки
Естевес розпочав займатися футболом в «Етубікук Енерджи», а потім виступав у «Кларксоні» та «Норз Міссіссауга», а також грав у футзал. У 2016 році, коли йому виповнилося 18 років, провів рік, тренуючись з юнацькими командами представника Ла-Ліги «Леванте». Потім побував на тижневому перегляді у «Квінз Парк Рейнджерс», перш ніж повернутися до Канади. У 2017 році відвідував коледж Шерідана, зіграв сім матчів та відзначився 1-м голом за футбольну команду навчального закладу «Брюїнс».
У 2018 році захищав кольори представника Ліги 1 Онтраіо «Норз Міссіссауга», за яку зіграв вісім матчів у чемпіонаті. Також виступав за клуб Канадської футбольної ліги «Ватрело Ріджн».

### «Йорк9»
У жовтні 2018 року брав участь у відкритих випробуваннях канадської Прем'єр-ліги в Торонто, де отримав високу оцінку скаутів. 8 лютого 2019 року підписав контракт з командою Прем'єр-ліги Канади «Йорк9». 4 травня 2019 року дебютував на професіональному рівні у стартовому складі в програному (1:2) матчі проти ФК «Кавалрі», в якому відзначився гольовою передачею. Першим голом за «Йорк» відзначився 27 липня в переможному (6:2) поєдинку проти «Галіфакс Вондерерз».
10 грудня 2019 року було оголошено, що Естевес підписав з клубом контракт на ще один сезон.

### «АДО Ден Гаг»
12 травня 2020 року «Йорк9» оголосив про продаж Естевеса клубу нідерландської Ередивізі «АДО Ден Гаг» за початкову плату в діапазоні 100 000 канадських доларів, а також бонуси та положення про відсоток від наступного продажу. Він погодився укласти з клубом однорічний контракт з можливістю продовження ще на рік.
Естевес став першим гравцем, який перейшов з канадської Прем'єр-ліги до європейського клубу вищого дивізіону, перший в історії тайванський гравець, який виступав у нідерландській Ередивізі, і третій загалом гравець у вищому дивізіоні європейського чемпіонату. Дебютував за нову команду 8 серпня в передсезонному товариському матчі проти «Алмере Сіті», в якому відіграв другий тайм. Спочатку приєднався до першої команди, але згодом переведений на початок сезону у молодіжну команду (U-21). 29 січня 2021 року, після двох виходів на заміну в складі молодіжної команди, домовився про розірвання контракту за взаємною згодою сторін.

### «Оуренсе»
У 2021 році приєднався до клубу «Оренсе», який грав у Терсера Дивізіоні. Після від’їзду з Іспанії повернувся до Канади та тренувався (але не підписав контракту) зі своїм колишнім клубом «Йорк Юнайтед» (який з тих пір змінив назву з «Йорк9»).

## Кар'єра в збірній
У 2018 році Естевеса запросили тренуватися зі збірною Китайського Тайбею. У лютому 2019 року, невдовзі після підписання контракту з «Йорк9», Естевеса ще раз викликали до китайського Тайбею на товариський матч проти Соломонових Островів, але не з’явився в матчі через травму. Дебютував за національну збірну 15 жовтня 2019 року, вийшов у стартовому складі у програному (1:7) поєдинку кваліфікації чемпіонату світу 2022 року проти Австралії.

## Особисте життя
Естевес, який народився в Торонто в сім'ї іспанця і матері-хакки з Тайваню, завдяки чому право представляти Канаду, Китайський Тайбей або Іспанію на міжнародному рівні.
Незважаючи на схожість імені з актором Еміліо Естевесом, насправді його назвали на честь колишнього гравця мадридського «Реала» Еміліо Бутрагеньйо.

## Статистика виступів

### Клубна
| Клуб               | Сезон             | Ліга                | Ліга  | Ліга | Нац. кубок | Нац. кубок | Загалом | Загалом |
| Клуб               | Сезон             | Дивізіон            | Матчі | Голи | Матчі      | Голи       | Матчі   | Голи    |
| ------------------ | ----------------- | ------------------- | ----- | ---- | ---------- | ---------- | ------- | ------- |
| «Норз Міссіссауга» | 2018              | Ліга 1 Онтраіо      | 8     | 0    | —          | —          | 8       | 0       |
| «Ватрело Ріджн»    | 2018              | Прем'єр-ліга Канади | 5     | 1    | —          | —          | 5       | 1       |
| «Йорк9»            | 2019              | Прем'єр-ліга Канади | 18    | 1    | 3          | 0          | 21      | 1       |
| «АДО Ден Гаг»      | 2020–21           | Ередивізі           | 0     | 0    | 0          | 0          | 0       | 0       |
| «Оуренсе»          | 2020–21           | Терсера Дивізіон    | 0     | 0    | 0          | 0          | 0       | 0       |
| Усього за кар'єру  | Усього за кар'єру | Усього за кар'єру   | 31    | 2    | 3          | 0          | 34      | 2       |

### У збірній
| Дата       | Місто      | Господарі         | Результат | Гості             | Турнір            | Голи | Примітки |
| ---------- | ---------- | ----------------- | --------- | ----------------- | ----------------- | ---- | -------- |
| 15-10-2019 | Гаосюн     | Китайський Тайбей | 1 – 7     | Австралія         | Відбір до ЧС 2022 | -    | 68'      |
| 14-11-2019 | Ель-Кувейт | Кувейт            | 9 – 0     | Китайський Тайбей | Відбір до ЧС 2022 | -    |          |
| 19-11-2019 | Амман      | Йорданія          | 5 – 0     | Китайський Тайбей | Відбір до ЧС 2022 | -    |          |
| 3-6-2021   | Ель-Кувейт | Непал             | 2 – 0     | Китайський Тайбей | Відбір до ЧС 2022 | -    | 73'      |
| 7-6-2021   | Ель-Кувейт | Австралія         | 5 – 1     | Китайський Тайбей | Відбір до ЧС 2022 | -    | 67'      |
| 15-6-2021  | Ель-Кувейт | Кувейт            | 2 – 1     | Китайський Тайбей | Відбір до ЧС 2022 | -    | 82'      |
| Усього     |            | Матчів            | 6         |                   | Голів             | 0    |          |